# George Gebro
George Gebro (ur. 13 września 1981 w Monrovii) – liberyjski piłkarz grający na pozycji lewego obrońcy lub pomocnika.

## Kariera klubowa
Karierę piłkarską Gebro rozpoczął w klubie Invincible Eleven z Monrovii. W 1997 roku zadebiutował w jego barwach w liberyjskiej Premier League. W Invincible Eleven grał do 1999 roku. Z klubem tym w latach 1997 i 1998 wywalczył dublet – mistrzostwo i Puchar Liberii.
W 1999 roku Gebro przeszedł do greckiego drugoligowca, Panetolikosu. W 2001 roku odszedł z niego do Patraikosu, z którym w 2004 roku spadł z pierwszej do drugiej ligi. Z kolei w sezonie 2004/2005 przeżył degradację z ekstraklasy wraz z Kerkirą.
W 2005 roku Gebro zaczął grać na Cyprze, w klubie ENTHOI Lakatamia. W 2006 roku spadł z nim z pierwszej ligi. W sezonie 2006/2007 grał w AEL Limassol, a w sezonie 2007/2008 – w Ethnikosie Achna.
W trakcie sezonu 2007/2008 Gebro odszedł do węgierskiego Honvédu Budapeszt. W 2009 roku zdobyłz Honvédem Puchar Węgier. W sezonie 2009/2010 grał w dwóch izraelskich klubach Hapoelu Petach Tikwa i Ironi Nir Ramat ha-Szaron. W 2011 roku wrócił do Liberii i został zawodnikiem LISCR Monrovia. W tym samym roku zdobył z nim mistrzostwo Liberii. Następnie grał w Invincible Eleven, gdzie w 2013 roku zakończył karierę.
| Sezon   | Klub                      | Kraj    | Rozgrywki                 | Mecze | Bramki |
| ------- | ------------------------- | ------- | ------------------------- | ----- | ------ |
| 1997    | Invincible Eleven         | Liberia | Premier League            | ?     | ?      |
| 1998    | Invincible Eleven         | Liberia | Premier League            | ?     | ?      |
| 1999    | Invincible Eleven         | Liberia | Premier League            | ?     | ?      |
| 1999/00 | Panetolikos               | Grecja  | Beta Ethniki              | 12    | 1      |
| 2000/01 | Panetolikos               | Grecja  | Beta Ethniki              | 20    | 5      |
| 2001/02 | Patraikos                 | Grecja  | Alpha Ethniki             | 18    | 0      |
| 2002/03 | Patraikos                 | Grecja  | Alpha Ethniki             | 22    | 0      |
| 2003/04 | Patraikos                 | Grecja  | Beta Ethniki              | 16    | 1      |
| 2004/05 | AO Kerkira                | Grecja  | Alpha Ethniki             | 14    | 0      |
| 2005/06 | ENTHOI Lakatamia          | Cypr    | Protathlima A’ Kategorias | 23    | 3      |
| 2006/07 | AEL Limassol              | Cypr    | Protathlima A’ Kategorias | 15    | 2      |
| 2007/08 | Ethnikos Achna            | Cypr    | Protathlima A’ Kategorias | 3     | 0      |
| 2007/08 | Budapest Honvéd FC        | Węgry   | NB I                      | 2     | 0      |
| 2008/09 | Budapest Honvéd FC        | Węgry   | NB I                      | 3     | 0      |
| 2009/10 | Hapoel Petach Tikwa       | Izrael  | Ligat ha’Al               | 15    | 0      |
| 2009/10 | Ironi Nir Ramat ha-Szaron | Izrael  | Liga Leumit               | 3     | 0      |
| 2011    | LISCR                     | Liberia | Premier League            | ?     | ?      |

## Kariera reprezentacyjna
W reprezentacji Liberii Gebro zadebiutował w 1997 roku. W 2002 roku został powołany do kadry na Puchar Narodów Afryki 2002. Wystąpił na nim w 3 spotkaniach: z Mali (1:1), z Algierią (2:2) i z Nigerią (0:1). W kadrze narodowej grał do 2012 roku. Rozegrał w niej 48 meczów i strzelił 1 gola.